# Lučna
Lučna je potok, ki svoje vode nabira v hribovju vzhodno od Ljubljane, v okolici vasi Janče. Nima večjih pritokov, izliva pa se v reko Savo.